# Marydale
Marydale is een stadje in de gemeente Siyathemba in de Zuid-Afrikaanse provincie Noord-Kaap. Het is gesticht in 1902 door de Nederduits-Gereformeerde kerk op het land van de boerderij "Kalkput". Marydale is genoemd naar Mary Snyman, de vrouw van de heer G.P. Snyman die de eigenaar was van de boerderij. Het plaatsje ligt 76 km ten noordwesten van Prieska en 120 km zuidoost van Upington. De nationale weg N10 gaat langs het stadje. De Boegoebergdam is nabij gelegen.

## Lokale economie
Noordwestelijk van het stadje liggen er grote onderaardse waterreserves, de watervoorziening van het gebied wordt verzorgd door de inzet van windaangedreven pompen. Veeteelt is de voornaamste landbouwkundige activiteit in de omgeving. Daarnaast vindt er ook verbouw van katoen plaats. Voorheen was er ook sprake van aanzienlijke mijnbouwkundige bedrijvigheid. De Koegas-asbestmijn, 24 km ten oosten van het dorp, was de grootste producent van blauwasbest ter wereld. Het mijnbouwcentrum op Westerberg was betrekkelijk groot en heeft een oase in die droge omgeving, met welderige tuinen die limoenen en ander vruchten en ook groente opgeleverd hebben. De afname van de mijnbouw is het gevolg van de gedaalde vraag naar asbest. Asbest heeft een erg nadelige uitwerking op het district gehad en het mijnbouwbedrijf was verantwoordelijk voor een nalatenschap van een zwakke gezondheid onder de inwoners ten gevolge van blootstelling aan asbestvezels.